# Робертс, Рой
Рой Робертс (англ. Roy Roberts), полное имя Рой Барнс Джонс (англ. Roy Barnes Jones) (19 марта 1906 года — 28 мая 1975 года) — американский актёр театра, кино и телевидения, известный по ролям в кинофильмах 1940-х — 1950-х годов и в телесериалах 1950-х — 1970-х годов.
За свою более чем 40-летнюю карьеру он сыграл почти в 100 фильмах, среди которых такие известные картины, как «Салливаны» (1944), «Моя дорогая Клементина» (1946), «Аллея кошмаров» (1947), «Джентльменское соглашение» (1947), «Сила зла» (1948), «Он бродил по ночам» (1948), «Момент безрассудства» (1949), «Насаждающий закон» (1951), «Дом восковых фигур» (1953), «Команда» (1973) и «Китайский квартал» (1974).
На телевидении у Робертса были постоянные роли в таких сериалах, как «Шоу Гейл Сторм: О, Сусанна!» (1956-60), «Флот Макхейла» (1963-65), «Дымок из ствола» (1961-74), «Станция Юбочкино» (1963-70), «Деревенщина из Беверли» (1963-67), «Моя жена меня приворожила» (1967-70) и «Шоу Люси» (1966-68).

## Ранние годы и начало карьеры
Рой Робертс родился 19 марта 1906 года (по некоторым сведениям — 1900 года) в Дейд-Сити, Флорида, недалеко от Тампы. В молодости Робертс два года выступал в составе городской полупрофессиональной бейсбольной команды. Хотя у него были все шансы вырасти в профессионального бейсболиста, Робертс решил принять приглашение стать актёром местного театра, где в то время платили существенно больше.
После сезона в театре Тампы Робертс в течение пяти лет гастролировал с театром по стране, поиграв на Юге, Востоке и Среднем Западе США в множестве разнообразных спектаклей, среди них «Небольшое происшествие», «Час ноль», «Обслуживание номеров» и «Леди и джентльмены». На протяжении нескольких следующих сезонов Робертс играл в театрах по всей стране, включая театр-шапито под названием The Original Williams Company, который гастролировал по небольшим южным городам. В течение года он также руководил собственной актёрской труппой в Балтиморе.

## Бродвейская карьера
В 1931 году Робертс дебютировал на Бродвее в комедии «Старик Мёрфи», после чего сыграл небольшие роли в популярном мюзикле «Мы рады всем» (1931-1932), мелодраме «Внутренняя история» (1932), спектаклях «Бродвейский мальчик» (1932), «Двадцатый век» (1932-1933), «Хранитель ключей» (1933), «Оборванная армия» (1934), «Красивое тело» (1935), которое было закрыто менее чем через пять представлений, комедия «Перед медовым месяцем» (1936), «Лучшее место» (1938), «Леди и джентльмены» (1939-1940) с Хелен Хейс, «Старая глупость» (1940), «Моя сестра Эйлин» (1940-1943, на подмене) с Ширли Бут и повторно «Двадцатый век» (1940-1943, на подмене) 
Как отмечает Уильям Фриман в «Нью-Йорк Таймс», Робертс «как будто бы был обречён подменять других артистов». В частности, в 1932 году в течение последних 20 недель он играл на подмене главную роль в хитовом спектакле «Моряк, осторожно!», то же самое произошло в 1935 году со спектаклем «Мальчик встречает девочку», в котором он играл главную роль в течение 18 последних недель. В 1937 году он играл в спектакле «Гостиничный сервис» в течение последних двух недель перед отправлением спектакля на гастроли. Кроме того, Робертс заменил заболевшего исполнителя главной роли Джека Уайтинга на премьере антивоенного мюзикла «Ура за что» в театре «Уинтер-Гарден» в Нью-Йорке в 1937 году. В этой связи театральный критик Брукс Аткинсон из «Нью-Йорк Таймс» написал, что «Рой Робертс доблестно взял на себя роль практически без предупреждения и сыграл её безупречно».
В 1943 году Робертс перебрался в Голливуд, где сделал успешную кинокарьеру, однако в 1953 году ещё раз вернулся на Бродвей, чтобы сыграть в музыкальной комедии Джо Е. Брауна «Карнавал во Фландрии» (1953). Несмотря на то, что она была написана и поставлена известным драматургом и режиссёром Престоном Стёрджесом, эта комедия продержалась на сцене недолго, и, как написал один критик, «Робертс заслуживал большего от драматурга Стёрджеса» .

## Карьера в кино
В 1936 году Робертс впервые появился на большом экране в короткометражной комедии 20th Century Fox «Бездельники» (1939), за которой последовала музыкальная короткометражка «Мушки перед глазами» (1939). Однако лишь в 1943 году Робертс начал многолетнюю кинокарьеру, сыграв в популярной военной драме «Дневник Гуадалканала» (1943) с Престоном Фостером в главной роли.
В начале 1940-х годов Робертс появился в таких фильмах, как биографическая военная драма «Салливаны» (1944) с Энн Бакстер и военная драма «Тампико» (1944) с Эдвардом Г. Робинсоном, гангстерский биопик «Роджер Туи, гангстер» (1944) с Престоном Фостером, фильм-биография американского президента «Уилсон» (1945) и военная драма «Колокол Адано» (1945) с Джоном Ходяком и Джин Тирни. Во второй половине 1940-х годов Робертс сыграл в нескольких популярных фильмах, среди них вестерн режиссёра Джона Форда «Моя дорогая Клементина» (1946) с Генри Фондой, социальная драма «Джентльменское соглашение» (1947) с Грегори Пеком, а также историческая драма «Жанна д’Арк» (1948) с Ингрид Бергман. В биографии актёра на сайте AllMovie особенно выделяется работа Робертса в картине «Джентльменское соглашение», где он сыграл гостиничного клерка-антисемита, который вежливо, но категорично отказывает еврею в заселении в своё заведение.
В этот период Робертс снялся также в целой серии фильмов нуар, среди них «За зелёными огнями» (1946), «Странный треугольник» (1946), «Аллея кошмаров» (1947), «Кровавые деньги» (1947), «Сила зла» (1948), «Он бродил по ночам» (1948), «Чикагский предел» (1949), «Момент безрассудства» (1949), «Линия границы» (1950), «Убийца, запугавший Нью-Йорк» (1950), «Я был коммунистом для ФБР» (1951), «Бандитская империя» (1952) и «Насаждающий закон» (1951) . На сайте AllMovie особо отмечен фильм «Аллея кошмаров», где в роли владельца цирка-шапито в конце картины Робертс философски заключает, что главный герой (его играет Тайрон Пауэр) «пал так низко, потому что поднялся слишком высоко». Другим заметным нуаром Робертса стал фильм «Он бродил по ночам» (1948), где актёр «сыграл одну из своих немногих положительных ролей полицейского в штатском, который ведёт охоту на маньяка». По мнению же Хэннсберри, свои самые существенные нуаровые роли Робертс сыграл в фильме «Сила зла», где но был безжалостным гангстерским главарём по имени Бен Робертс, и «Насаждающий закон», где он сыграл капитана полиции, который вместе с помощником окружного прокурора (Хамфри Богарт) ведёт охоту на неуловимого мафиозного главаря.
В начале 1950-х годов наиболее заметными фильмами Робертса стали приключенческий боевик «Цепная реакция» (1950) с Хамфри Богартом, криминальный триллер «Человек с плащом» (1951) с Джозефом Коттеном, биографическая музыкальная комедия «Звёзды и полосы навсегда» (1952) с Джеймсом Кэгни, фильм ужасов «Дом восковых фигур» (1953) с Винсентом Прайсом, а также вестерны «Сиерра» (1950) с Оди Мёрфи, «Санта-Фе» (1951) с Рэндольфом Скоттом, «Большие деревья» (1952) с Кирком Дугласом и «Одиночка» (1953) с Джоэлом Маккри. Наиболее памятную роль Робертс сыграл в классическом трёхмерном фильме ужасов «Дом восковых фигур» (1953), где он был преступным деловым партнёром директора музея восковых фигур (Винсент Прайс), импульсивное решение которого устроить в музее пожар приводит к ужасающим последствиям.
Во середине 1950-х годов Робертс появился в музыкальном вестерне «Рассвет в Соккоро» (1954), вестернах «Незнакомец в седле» (1955) с Джоэлом Маккри, «Последняя команда» (1955) со Стерлингом Хэйденом, «Ответный удар» (1956) с Ричардом Уидмарком, нуаровых драмах «Большой дом США» (1955) с Бродериком Кроуфордом и «Босс» (1956), а также в приключенческой комедии «Король и четыре королевы» (1956) с Кларком Гейблом.
В 1960-70-е годы Робертс стал появляться на экране значительно реже. Среди наиболее значимых картин этого периода — «звёздная, весёлая и шумная комедия» «Этот безумный, безумный, безумный, безумный мир» (1963), где он сыграл небольшую роль офицера полиции, а также музыкальный фильм «Кид Галахад» (1962) с Элвисом Пресли, мелодрама «Доклад Чепмена» (1962) с Ефремом Цимбалистом-младшим и Джейн Фондой, семейная мелодрама «Эти Кэллоуэи» (1964) с Брайаном Китом, комедия «Уж лучше в Швецию!» (1965) с Бобом Хоупом и драма по роману Артура Хейли «Отель» (1967), где Робертс был гостиничным клерком, который запретил чёрной паре зарегистрироваться в отеле. В 1970-е годы самыми значимыми у Робертса стали нео-нуаровые ленты «Команда» (1973) с Робертом Дювалем и «Китайский квартал» (1974) с Джеком Николсоном. Последний раз Робертс появился на экране в занимательном диснеевском фильме «Самый сильный человек в мире» (1975) с Куртом Расселом в главной роли.

## Карьера на телевидении
В середине 1950-х годов Робертс начал плодотворную работу на телевидении, сыграв главные роли в нескольких сериалах. В 1956-60 годах Робертс сыграл капитана Хаксли в 89 эпизодах популярного ситкома «Шоу Гейл Сторм: О, Сусанна!», действие которого происходит на борту круизного корабля.
В дальнейшем он играл постоянные роли ещё в нескольких сериалах — он был адмиралом Роджерсом в военно-морском ситкоме «Флот Макхейла» (1963-65, 22 эпизода), после чего последовали роли в вестерне «Дымок из ствола» (1961-74, 21 эпизод), а также в комедиях «Станция Юбочкино» (1963-70, 11 эпизодов), «Деревенщина из Беверли» (1963-67, 6 эпизодов), «Моя жена меня приворожила» (1967-70, 7 эпизодов) и «Шоу Люси» (1966-68, 15 эпизодов), в большинстве которых играл многострадальных начальников.
Кроме того, Робертс сыграл гостевые роли «Приключения Рин Тин Тина» (1954), «Одинокий рейнджер» (1955), «Большой город» (1955-56, 2 эпизода), «Жизнь и Житие Уайатта Эрпа» (1955-57, 2 эпизода), «Перекрёстки» (1955-57, 4 эпизода), «Беспокойное оружие» (1957, 2 эпизода), «Перри Мейсон» (1961-65, 4 эпизода), «Шоу Дика Ван Дайка» (1962, 2 эпизода), «Бонанза» (1962-67, 3 эпизода), «Сумеречная зона» (1963), «Сыромятная плеть» (1963-65, 2 эпизода), «Дни в долине смерти» (1964), «Семейка Аддамс» (1965), «Семейное дело» (1967) и «Это Люси» (1969-74, 5 эпизодов).

## Актёрское амплуа и оценка творчества
Как отмечает Хэннсберри, про Робертса однажды написали, что он обладает «стойкой решимостью, жизненной энергией и талантом». Начав с выступлений на бродвейской сцене, Робертс затем сделал успешную карьеру в кино и на телевидении, где за время своей карьеры, охватившей более 40 лет, сыграл почти в 100 фильмах и более чем в 300 эпизодах различных телесериалов.
«Крупный и плотный актёр с шапкой серебряных волос», Робертс как правило играл элегантных руководителей и официальных лиц, и «был особенно силён в донесении образа самодовольных негодяев». По словам Гэри Брамбурга, благодаря «серебристым волосам, идеально подстриженным усам и готовности взять на себя ответственность» Робертс идеально подходил для создания образов «твёрдого руководителя, серьёзного мэра, уверенного в себе банкира, зычного босса, а без своего фирменного властного костюма и галстука казался не на своём месте». В конце 1960-х годов Робертс заметно прибавил в талии, что «сделало его персонажей еще более внушительными». Как отметил Фриман, «на протяжении многих лет Робертс играл мэров, шерифов, рейнджеров, капитанов полиции, армейских офицеров, начальников тюрьмы, священников и почти всех остальных персонажей, которых только сочинил сценарист. Но он редко играл главные роли». За время своей карьеры Робертс играл роли второго плана в фильмах с такими звёздами, как Хамфри Богарт, Бетти Грейбл, Уильям Бендикс, Клифтон Уэбб, Джон Гарфилд, Джеймс Мейсон, Джоан Беннетт, Фред Макмюррей, Роберт Митчем, Винсент Прайс и многие другие.

## Общественная деятельность
С конца 1940-х годов Робертс активно участвовал в деятельности Актёрской ассоциации за справедливость и Гильдии киноактёров.

## Личная жизнь
В 1947 году Робертс женился на Лилиан Мур, которая в 1930-е годы сыграла несколько небольших ролей в кино. Пара прожила вместе вплоть до смерти актёра в 1975 году.

## Смерть
Рой Робертс умер 28 мая 1975 года в больнице Лос-Анджелесе после инфаркта. Ему было 69 лет.

## Фильмография
| Год       |     | Русское название                               | Оригинальное название                    | Роль                                                          |
| --------- | --- | ---------------------------------------------- | ---------------------------------------- | ------------------------------------------------------------- |
| 1936      | кор | Бездельники                                    | Gold Bricks                              | Дик                                                           |
| 1939      | кор | Мушки перед глазами                            | Seeing Spots                             | опытный журналист                                             |
| 1943      | ф   | Дневник Гуадалканала                           | Guadalcanal Diary                        | капитан Джеймс Кросс                                          |
| 1943      | ф   | Салливаны                                      | The Sullivans                            | отец Фрэнсис                                                  |
| 1944      | ф   | Тампико                                        | Tampico                                  | Кроуфорд (в титрах не указан)                                 |
| 1944      | ф   | Роджер Туи, гангстер                           | Roger Touhy, Gangster                    | Фрэнк Уильямс, шеф ФБР (в титрах не указан)                   |
| 1944      | ф   | Уилсон                                         | Wilson                                   | Айк Гувер, главный дворецкий Белого дома (в титрах не указан) |
| 1945      | ф   | Косвенная улика                                | Circumstantial Evidence                  | Марти Хэннон                                                  |
| 1945      | ф   | Колокол Адано                                  | A Bell for Adano                         | полковник У.У. Миддлтон (начальник военной полиции)           |
| 1945      | ф   | В этих стенах                                  | Within These Walls                       | Мартин «Марти» Дойч                                           |
| 1945      | ф   | Карибская тайна                                | The Caribbean Mystery                    | капитан Ван ден Барк                                          |
| 1946      | ф   | Рейд полковника Эффингема                      | Colonel Effingham's Raid                 | капитан Рэмпи                                                 |
| 1946      | ф   | За зелёными огнями                             | Behind Green Lights                      | Макс Калверт                                                  |
| 1946      | ф   | Джонни летит домой                             | Johnny Comes Flying Home                 | Дж. П. Хартли                                                 |
| 1946      | ф   | Странный треугольник                           | Strange Triangle                         | Гарри Мэтьюз                                                  |
| 1946      | ф   | Дымка                                          | Smoky                                    | Джефф Никс                                                    |
| 1946      | ф   | Это не должно случиться с собакой              | It Shouldn't Happen to a Dog             | »Митч» Митчелл                                                |
| 1946      | ф   | Моя дорогая Клементина                         | My Darling Clementine                    | мэр                                                           |
| 1947      | ф   | Скандальная мисс Пилгрим                       | The Shocking Miss Pilgrim                | мистер Фостер                                                 |
| 1947      | ф   | Кровавые деньги                                | The Brasher Doubloon                     | лейтенант полиции Бриз                                        |
| 1947      | ф   | Фоксы из Хэрроу                                | The Foxes of Harrow                      | Том Уоррен                                                    |
| 1947      | ф   | Аллея кошмаров                                 | Nightmare Alley                          | Макгроу, последний владелец карнавала (в титрах не указан)    |
| 1947      | ф   | Капитан из Кастильи                            | Captain from Castile                     | капитан Альварадо                                             |
| 1947      | ф   | Джентльменское соглашение                      | Gentleman's Agreement                    | мистер Колкинс (в титрах не указан)                           |
| 1947      | ф   | Дэйзи Кеньон                                   | Daisy Kenyon                             | Куинт, адвокат Дэна (в титрах не указан)                      |
| 1948      | ф   | Ярость в Фёрнейс-Крик                          | Fury at Furnace Creek                    | Эл Шэнкс                                                      |
| 1948      | ф   | Весёлые взломщики                              | The Gay Intruders                        | Чарльз Макналти                                               |
| 1948      | ф   | Жанна Д'Арк                                    | Joan of Arc                              | Вандам (бургундский капитан)                                  |
| 1948      | ф   | Нет невинных пороков                           | No Minor Vices                           | мистер Фелтон                                                 |
| 1948      | ф   | Он бродил по ночам                             | He Walked by Night                       | капитан полиции Брин                                          |
| 1948      | ф   | Сила зла                                       | Force of Evil                            | Бен Такер                                                     |
| 1949      | ф   | Цыплёнок каждое воскресенье                    | Chicken Every Sunday                     | Гарри Бауэрс                                                  |
| 1949      | ф   | Каламити Джейн и Сэм Басс                      | Calamity Jane and Sam Bass               | маршал Пик                                                    |
| 1949      | ф   | Пылающая ярость                                | Flaming Fury                             | капитан С. Тэплингер                                          |
| 1949      | ф   | Мисс Грант захватывает Ричмонд                 | Miss Grant Takes Richmond                | бригадир строителей Робертс (в титрах не указан)              |
| 1949      | ф   | Момент безрассудства                           | The Reckless Moment                      | Нейджел                                                       |
| 1949      | ф   | Чикагский предел                               | Chicago Deadline                         | Джерри Каваноэ                                                |
| 1949      | ф   | Поцелуй для Корлисс                            | A Kiss for Corliss                       | дядя Джордж                                                   |
| 1949      | ф   | Захват туловища                                | Bodyhold                                 | Чарли Уэбстер                                                 |
| 1950      | ф   | Молния                                         | Chain Lightning                          | генерал-майор Хьюитт                                          |
| 1950      | ф   | Линия границы                                  | Borderline                               | Харви Гэмбин                                                  |
| 1950      | ф   | Паломино                                       | The Palomino                             | Бен Лейн                                                      |
| 1950      | ф   | Сьерра                                         | Sierra                                   | шериф Кнудсен                                                 |
| 1950      | ф   | Убийца, запугавший Нью-Йорк                    | The Killer That Stalked New York         | мэр Нью-Йорка                                                 |
| 1950      | ф   | Почтовый поезд                                 | Wyoming Mail                             | Чарльз Де Хейвен                                              |
| 1950      | ф   | Второе лицо                                    | The Second Face                          | Аллан Вессон                                                  |
| 1950      | ф   | Дилижанс в Туссон                              | Stage to Tucson                          | Джим Марун                                                    |
| 1951      | ф   | Насаждающий закон                              | The Enforcer                             | капитан Фрэнк Нельсон                                         |
| 1951      | ф   | Санта Фе                                       | Santa Fe                                 | Коул Сэндерс                                                  |
| 1951      | ф   | Сражающийся береговой охранник                 | Fighting Coast Guard                     | капитан Гиббс                                                 |
| 1951      | ф   | Человек в плаще                                | The Man with a Cloak                     | полицейский                                                   |
| 1951      | ф   | Большие деревья                                | The Big Trees                            | судья Креншоу                                                 |
| 1951      | ф   | Я был коммунистом для ФБР                      | I Was a Communist for the FBI            | отец Новак (в титрах не указан)                               |
| 1951      | ф   | Танки идут                                     | The Tanks Are Coming                     | генерал-майор (в титрах не указан)                            |
| 1951      | ф   | Мой любимый шпион                              | My Favorite Spy                          | Джонсон, сотрудник ФБР (в титрах не указан)                   |
| 1952      | ф   | Симаррон Кид                                   | The Cimarron Kid                         | Пэт Робертс                                                   |
| 1952      | ф   | Бандитская империя                             | Hoodlum Empire                           | шеф полиции Тэйлс                                             |
| 1952      | ф   | Привет, красотки!                              | Skirts Ahoy!                             | капитан Греймонт                                              |
| 1952      | ф   | Криппл-крик                                    | Cripple Creek                            | маршал Джон Тетроу                                            |
| 1952      | ф   | Битвы вождя Понтиака                           | Battles of Chief Pontiac                 | майор Глэдвин                                                 |
| 1952      | ф   | Звёзды и полосы навсегда                       | Stars and Stripes Forever                | майор Джордж Портер Хьюстон                                   |
| 1952      | ф   | Минута до нуля                                 | One Minute to Zero                       | генерал-лейтенант Джордж Томас (в титрах не указан)           |
| 1952      | с   | Саспенс                                        | Suspense                                 | 1 эпизод                                                      |
| 1952—1953 | с   | Мистер и миссис Норт                           | Mr. & Mrs. North                         | 3 эпизода                                                     |
| 1952—1956 | с   | Моя маленькая Марджи                           | My Little Margie                         | 6 эпизодов                                                    |
| 1953      | ф   | Человек с оружием                              | The Man Behind the Gun                   | сенатор Марк Шелдон                                           |
| 1953      | ф   | Сан-Антон                                      | San Antone                               | Джон Чизем                                                    |
| 1953      | ф   | Одиночка                                       | The Lone Hand                            | мистер Скэггс                                                 |
| 1953      | ф   | Дом восковых фигур                             | House of Wax                             | Мэтью Бёрк                                                    |
| 1953      | ф   | Славная бригада                                | The Glory Brigade                        | сержант Чак Андерсон                                          |
| 1953      | ф   | Второй шанс                                    | Second Chance                            | Чарли Маллой                                                  |
| 1953      | ф   | Море потерянных кораблей                       | Sea of Lost Ships                        | капитан «Орла»                                                |
| 1953      | ф   | Перекати-поле                                  | Tumbleweed                               | Ник Бакли                                                     |
| 1953      | с   | Отряд по борьбе с мошенничеством               | Racket Squad                             | 1 эпизод                                                      |
| 1953—1954 | с   | Первая студия                                  | Studio One                               | 2 эпизода                                                     |
| 1953—1956 | с   | Театр звезд от «Шлитц»                         | Schlitz Playhouse of Stars               | 2 эпизода                                                     |
| 1954      | ф   | Они ехали на запад                             | They Rode West                           | сержант Кривер                                                |
| 1954      | ф   | Жеребец вне закона                             | The Outlaw Stallion                      | Хаген                                                         |
| 1954      | ф   | Рассвет в Сокорро                              | Dawn at Socorro                          | доктор Джеймсон                                               |
| 1954      | с   | Театр от «Пепси-Колы»                          | The Pepsi-Cola Playhouse                 | 1 эпизод                                                      |
| 1954      | с   | Топпер                                         | Topper                                   | 1 эпизод                                                      |
| 1954      | с   | Порт                                           | Waterfront                               | 2 эпизода                                                     |
| 1954      | с   | Приключения Рин Тин Тина                       | The Adventures of Rin Tin Tin            | 1 эпизод                                                      |
| 1954      | с   | Приключения Сокола                             | Adventures of the Falcon                 | 1 эпизод                                                      |
| 1954—1956 | с   | Кавалькада Америки                             | Cavalcade of America                     | 4 эпизода                                                     |
| 1955      | ф   | Большой дом, США                               | Big House, U.S.A.                        | главный рейнджер Уилл Эриксон                                 |
| 1955      | ф   | Незнакомец в седле                             | Stranger on Horseback                    | Сэм Кеттеринг                                                 |
| 1955      | ф   | Предатели из Вайоминга                         | Wyoming Renegades                        | шериф Маквей                                                  |
| 1955      | ф   | Я пишу о криминальном мире                     | I Cover the Underworld                   | окружной прокурор                                             |
| 1955      | ф   | Последняя команда                              | The Last Command                         | доктор Саммерфилд                                             |
| 1955      | ф   | Вечное море                                    | The Eternal Sea                          | капитан (в титрах не указан)                                  |
| 1955      | с   | Одинокий рейнджер                              | The Lone Ranger                          | 1 эпизод                                                      |
| 1955      | с   | Письмо к Лоретте                               | Letter to Loretta                        | 1 эпизод                                                      |
| 1955      | с   | Одинокий волк                                  | The Lone Wolf                            | 1 эпизод                                                      |
| 1955      | с   | Декабрьская невеста                            | December Bride                           | 1 эпизод                                                      |
| 1955      | с   | Мой друг Флика                                 | My Friend Flicka                         | 1 эпизод                                                      |
| 1955      | с   | Звёздная сцена                                 | Star Stage                               | 1 эпизод                                                      |
| 1955      | с   | Знакомьтесь с мистером Макнатли                | Meet Mr. McNutley                        | 1 эпизод                                                      |
| 1955—1956 | с   | Большой город                                  | Big Town                                 | 2 эпизода                                                     |
| 1955—1956 | с   | «Ридерс Дайджест» на ТВ                        | TV Reader's Digest                       | 2 эпизода                                                     |
| 1955—1957 | с   | Студия 57                                      | Studio 57                                | 3 эпизода                                                     |
| 1955—1957 | с   | Жизнь и житие Уайатта Эрпа                     | The Life and Legend of Wyatt Earp        | 2 эпизода                                                     |
| 1955—1957 | с   | Перекрёстки                                    | Crossroads                               | 4 эпизода                                                     |
| 1956      | ф   | Барабаны яки                                   | Yaqui Drums                              | Мэтт Куигг                                                    |
| 1956      | ф   | Белая индианка                                 | The White Squaw                          | Эдвард Пёрвис                                                 |
| 1956      | ф   | Босс                                           | The Boss                                 | Тим Брейди                                                    |
| 1956      | ф   | Ответный удар                                  | Backlash                                 | майор Карсон                                                  |
| 1956      | ф   | Король и четыре королевы                       | The King and Four Queens                 | шериф Том Ларраби                                             |
| 1956      | с   | Летняя программа «Дженерал Электрик»           | General Electric Summer Originals        | 1 эпизод                                                      |
| 1956      | с   | Борец за правду                                | Crusader                                 | 1 эпизод                                                      |
| 1956      | с   | Под именем Майк Геркулес                       | Alias Mike Hercules                      | 1 эпизод                                                      |
| 1956      | с   | Театр кинорежиссёров                           | Screen Directors Playhouse               | 2 эпизода                                                     |
| 1956      | с   | Театр 90                                       | Playhouse 90                             | 1 эпизод                                                      |
| 1956      | с   | Ты там                                         | You Are There                            | 1 эпизод                                                      |
| 1956      | с   | Театр знаменитостей                            | Celebrity Playhouse                      | 1 эпизод                                                      |
| 1956—1957 | с   | Час «Двадцатого века-Фокс»                     | The 20th Century-Fox Hour                | 2 эпизода                                                     |
| 1956—1960 | с   | Шоу Гейл Сторм: О! Сюзанна                     | The Gale Storm Show: Oh! Susanna         | капитан Саймон П. Хаксли, 89 эпизодов                         |
| 1957      | с   | Шоу Джорджа Бернса и Грейси Аллен              | The George Burns and Gracie Allen Show   | 1 эпизод                                                      |
| 1957      | с   | Беспокойное оружие                             | The Restless Gun                         | 2 эпизода                                                     |
| 1957      | с   | Театр Зейна Грея                               | Zane Grey Theater                        | 1 эпизод                                                      |
| 1957      | с   | Шериф Кочиза                                   | The Sheriff of Cochise                   | 1 эпизод                                                      |
| 1957      | с   | Телеграфная служба                             | Wire Service                             | 1 эпизод                                                      |
| 1958      | с   | Джейн Уаймен представляет Театр у камина       | Jane Wyman Presents The Fireside Theatre | 1 эпизод                                                      |
| 1959      | с   | Театр от «Люкс»                                | Lux Playhouse                            | 1 эпизод                                                      |
| 1960      | с   | Помощник маршала                               | The Deputy                               | 1 эпизод                                                      |
| 1961      | с   | Ларами                                         | Laramie                                  | 1 эпизод                                                      |
| 1961      | с   | Майкл Шейн                                     | Michael Shayne                           | 1 эпизод                                                      |
| 1961      | с   | Шоу Энди Гриффита                              | The Andy Griffith Show                   | 1 эпизод                                                      |
| 1961—1962 | с   | Деннис-мучитель                                | Dennis the Menace                        | 2 эпизода                                                     |
| 1961—1965 | с   | Перри Мейсон                                   | Perry Mason                              | 4 эпизода                                                     |
| 1961—1974 | с   | Дымок из ствола                                | Gunsmoke                                 | Гарри Бодкин, 21 эпизод                                       |
| 1962      | ф   | Подводный город                                | The Underwater City                      | Тим Грэм                                                      |
| 1962      | ф   | Кид Галахад                                    | Kid Galahad                              | Джерри Батгейт                                                |
| 1962      | ф   | Доклад Чепмена                                 | The Chapman Report                       | Алан Роби                                                     |
| 1962      | с   | Гавайский глаз                                 | Hawaiian Eye                             | 1 эпизод                                                      |
| 1962      | с   | Шайенн                                         | Cheyenne                                 | 1 эпизод                                                      |
| 1962      | с   | Освободите место для папочки                   | Make Room for Daddy                      | 1 эпизод                                                      |
| 1962      | с   | Есть оружие – будут путешествия                | Have Gun - Will Travel                   | 1 эпизод                                                      |
| 1962      | с   | Представитель закона                           | Lawman                                   | 1 эпизод                                                      |
| 1962      | с   | Сёрфсайд 6                                     | Surfside 6                               | 1 эпизод                                                      |
| 1962      | с   | Шоу Джои Бишопа                                | The Joey Bishop Show                     | 1 эпизод                                                      |
| 1962      | с   | Шоу Дика Ван Дайка                             | The Dick Van Dyke Show                   | 2 эпизода                                                     |
| 1962      | с   | Широкий край                                   | Wide Country                             | 1 эпизод                                                      |
| 1962—1963 | с   | Наш человек Хиггинс                            | Our Man Higgins                          | 2 эпизода                                                     |
| 1962—1967 | с   | Бонанза                                        | Bonanza                                  | 3 эпизода                                                     |
| 1963      | ф   | Это безумный, безумный, безумный, безумный мир | It's a Mad Mad Mad Mad World             | полицейский снаружи мастерской Ирвина и Рэя                   |
| 1963      | тф  | Мэгги Браун                                    | Maggie Brown                             | Джон Фаррагут                                                 |
| 1963      | тф  | Баю-бай, пехота                                | Rockabye the Infantry                    | генерал                                                       |
| 1963      | с   | Многочисленные влюблённости Доби Гиллиса       | The Many Loves of Dobie Gillis           | 1 эпизод                                                      |
| 1963      | с   | Сумеречная зона                                | The Twilight Zone                        | 1 эпизод                                                      |
| 1963      | с   | Ченнинг                                        | Channing                                 | 1 эпизод                                                      |
| 1963      | с   | Театр отпускного сезона                        | Vacation Playhouse                       | 1 эпизод                                                      |
| 1963—1965 | с   | Сыромятная плеть                               | Rawhide                                  | 2 эпизода                                                     |
| 1963—1965 | с   | Флот Макхейла                                  | McHale's Navy                            | адмирал Роджерс, 22 эпизода                                   |
| 1963—1965 | с   | Приключения Оззи и Харриет                     | The Adventures of Ozzie and Harriet      | 3 эпизода                                                     |
| 1963—1967 | с   | Деревенщина из Беверли-Хиллз                   | The Beverly Hillbillies                  | Джон Кушинг, 6 эпизодов                                       |
| 1963—1970 | с   | Станция Юбочкино                               | Petticoat Junction                       | Норманн Кёртис, 11 эпизодов                                   |
| 1964      | с   | Дни в долине смерти                            | Death Valley Days                        | 1 эпизод                                                      |
| 1964      | с   | Сансет-Стрип, 77                               | 77 Sunset Strip                          | 1 эпизод                                                      |
| 1964      | с   | Путешествие Джейми Макфитерза                  | The Travels of Jaimie McPheeters         | 1 эпизод                                                      |
| 1964      | с   | Семейка монстров                               | The Munsters                             | 1 эпизод                                                      |
| 1964      | с   | Гриндл                                         | Grindl                                   | 1 эпизод                                                      |
| 1964—1965 | с   | Шоу Билла Дэны                                 | The Bill Dana Show                       | 2 эпизода                                                     |
| 1965      | ф   | Ох, уж эти Кэллоуэи                            | Those Calloways                          | Е.Дж. Флетчер                                                 |
| 1965      | ф   | Уж лучше в Швецию!                             | I'll Take Sweden                         | капитан корабля                                               |
| 1965      | с   | Программа Джека Бенни                          | The Jack Benny Program                   | 1 эпизод                                                      |
| 1965      | с   | Лэсси                                          | Lassie                                   | 1 эпизод                                                      |
| 1965      | с   | Семейка Аддамс                                 | The Addams Family                        | 1 эпизод                                                      |
| 1965      | с   | Шоу братьев Смотерс                            | The Smothers Brothers Show               | 1 эпизод                                                      |
| 1965      | с   | Тэмми                                          | Tammy                                    | 1 эпизод                                                      |
| 1965—1970 | с   | Три моих сына                                  | My Three Sons                            | 2 эпизода                                                     |
| 1966      | с   | Дорога на запад                                | The Road West                            | 2 эпизода                                                     |
| 1966      | с   | Дочь фермера                                   | The Farmer's Daughter                    | 1 эпизод                                                      |
| 1966      | с   | Боб Хоуп представляет Театр от «Крайслер»      | Bob Hope Presents the Chrysler Theatre   | 1 эпизод                                                      |
| 1966      | с   | Ларедо                                         | Laredo                                   | 2 эпизода                                                     |
| 1966      | с   | Шоу Джин Артур                                 | The Jean Arthur Show                     | 1 эпизод                                                      |
| 1966      | с   | Мона Макласки                                  | Mona McCluskey                           | 1 эпизод                                                      |
| 1966—1968 | с   | Шоу Люси                                       | The Lucy Show                            | Уинфрид Чивер, 15 эпизодов                                    |
| 1966—1969 | с   | Зеленые просторы                               | Green Acres                              | 2 эпизода                                                     |
| 1967      | ф   | Отель                                          | Hotel                                    | Бейли                                                         |
| 1967      | ф   | Тэмми и миллионер                              | Tammy and the Millionaire                | губернатор Олден                                              |
| 1967      | с   | Семейное дело                                  | Family Affair                            | 1 эпизод                                                      |
| 1967—1970 | с   | Моя жена меня приворожила                      | Bewitched                                | Фрэнк Стивенс, 7 эпизодов                                     |
| 1968      | тф  | То ты видишь это, то нет                       | Now You See It, Now You Don't            | мистер Стокман                                                |
| 1968      | с   | Изгой                                          | The Outsider                             | 1 эпизод                                                      |
| 1969      | тф  | Эта дикая земля                                | This Savage Land                         | доктор Мордекай Рейнольдс                                     |
| 1969      | ф   | Чудик какой-то                                 | Some Kind of a Nut                       | 1-й вице-президент                                            |
| 1969      | ф   | Плач по бедному Уолли                          | Cry for Poor Wally                       | доктор                                                        |
| 1969      | с   | Шоу Дебби Рейнолдс                             | The Debbie Reynolds Show                 | 1 эпизод                                                      |
| 1969      | с   | Пейтон-Плейс                                   | Peyton Place                             | 1 эпизод                                                      |
| 1969—1974 | с   | Это Люси                                       | Here's Lucy                              | 5 эпизодов                                                    |
| 1970      | с   | Эта девушка                                    | That Girl                                | 1 эпизод                                                      |
| 1970      | с   | Шоу Дорис Дэй                                  | The Doris Day Show                       | 1 эпизод                                                      |
| 1971      | ф   | Утка за миллион долларов                       | The Million Dollar Duck                  | судья (в титрах не указан)                                    |
| 1972      | с   | Диснейленд                                     | Disneyland                               | 1 эпизод                                                      |
| 1973      | ф   | Команда                                        | The Outfit                               | шериф Бобб Кэсвелл                                            |
| 1973      | с   | Немного изящества                              | A Touch of Grace                         | 1 эпизод                                                      |
| 1974      | ф   | Китайский квартал                              | Chinatown                                | мэр Бэгби                                                     |
| 1975      | ф   | Самый сильный человек в мире                   | The Strongest Man in the World           | мистер Робертс                                                |